# Conde de Selir
Conde de Selir é um título nobiliárquico criado por D. Luís I de Portugal, por Decreto de 20 de Maio de 1886, em favor de João Carlos Maria José Estevão André da Franca e Horta Machado da Cunha Mendonça e Melo Ribadeneira e Aragão Corte Real.
Titulares
1. João Carlos Maria José Estevão André da Franca e Horta Machado da Cunha Mendonça e Melo Ribadeneira e Aragão Corte Real, 1.º Conde de Selir.

Após a Implantação da República Portuguesa, e com o fim do sistema nobiliárquico, usaram o título: 
1. António da Franca de Mello de Horta Machado, 2.º Conde de Selir, 3.º Conde de Marim, 3.º Visconde e 3.º Conde de Alte;
2. Joaquim Augusto Maria de Mello da Franca de Horta Machado, 3.º Conde de Selir e 4.º Visconde de Alte;
3. Francisco José Simões de Almeida da Franca de Horta Machado, 4.º Conde de Selir.[2]